# Acanthops soukana
Espèce
Acanthops soukana est une espèce d'insectes, de  l'ordre des Mantodea, de la famille des Acanthopidae, de la sous-famille des Acanthopinae et de la tribu des Acanthopini.

## Dénomination
- Cette espèce a été décrite par Roger Roy en 2002.

## Répartition
Acanthops soukana se rencontre en Guyane française.